# Geslachtelijke voortplanting
Geslachtelijke voortplanting of seksuele reproductie is voortplanting die plaatsvindt wanneer twee verschillende individuen hun DNA bij de bevruchting in de haploïde geslachtscellen (gameten) combineren in een nakomeling. Geslachtelijke voortplanting komt voor bij eukaryoten.
De combinatie van DNA is in de regel alleen mogelijk, nadat door meiotische celdeling (reductiedeling rijpingsdeling) bij de vorming van de geslachtscellen het aantal chromosomen is gehalveerd. Als twee geslachtcellen versmelten, is het aantal chromosomen weer verdubbeld. Bij zich geslachtelijk voortplantende organismen is er een kernfasewisseling: een afwisseling van de haplofase met de diplofase.
Er bestaat een grote variatie in levenscycli, waar de vorming van de haploïde geslachtscellen op een verschillend moment van de cyclus kan plaatsvinden. Deze vorming van geslachtscellen kan plaatsvinden in een diploïde generatie door een meiose, zoals bij dieren, maar bij veel groepen is er een haploïde generatie die de geslachtscellen vormt door gewone mitotische celdelingen.
| Biologische levenscycli bij meercellige organismen met geslachtelijke voortplanting | Biologische levenscycli bij meercellige organismen met geslachtelijke voortplanting | Biologische levenscycli bij meercellige organismen met geslachtelijke voortplanting | Biologische levenscycli bij meercellige organismen met geslachtelijke voortplanting | Biologische levenscycli bij meercellige organismen met geslachtelijke voortplanting                                                        |
|                                                                                     |                                                                                     | Cytologische kernfasewisseling                                                      | Cytologische kernfasewisseling                                                      | Cytologische kernfasewisseling |
| Type organisme →                                                                    | Type organisme →                                                                    | Haplont                                                                             | Diplont                                                                             | Diplohaplont = Haplodiplont |
| ----------------------------------------------------------------------------------- | ----------------------------------------------------------------------------------- | ----------------------------------------------------------------------------------- | ----------------------------------------------------------------------------------- | --- |
| Kernfase; Kernfasewisseling →                                                       | Kernfase; Kernfasewisseling →                                                       | Haplofase; Haplofasisch                                                             | Diplofase; Diplofasisch                                                             | Afwisseling haplofase ↔ diplofase; Diplohaplofasisch = Heterofasisch                                                                       |
| Meiose moment →                                                                     | Meiose moment →                                                                     | Zygotisch                                                                           | Gametisch                                                                           | Sporisch = Intermediair |
| Morfo- logische generatie- wisseling                                                | Monogenetisch: (monofasisch)                                                        | Monogenetische haplont                                                              | Monogenetische diplont                                                              | |
| Morfo- logische generatie- wisseling                                                | Digenetisch: (difasisch)                                                            |                                                                                     | Digenetische diplont                                                                | Digenetische diplohaplonten \| Isomorf, isospoor \| ↓ Heteromorf ↓ \| ↓ Heteromorf ↓ \| \| Isomorf, isospoor \| isospoor \| heterospoor \| |
| Morfo- logische generatie- wisseling                                                | Trigenetisch: (trifasisch)                                                          |                                                                                     |                                                                                     | Trigenetische diplohaplont |
| Isomorf, isospoor                                                                   | ↓ Heteromorf ↓                                                                      | ↓ Heteromorf ↓                                                                      |                                                                                     | |
| Isomorf, isospoor                                                                   | isospoor                                                                            | heterospoor                                                                         |                                                                                     | |

De bevruchting begint met de versmelting van de geslachtscellen en is voltooid met de versmelting van hun celkernen. De zygote, die daarbij ontstaat, is diploïde, dat wil zeggen dat het aantal chromosomen het dubbele is van dat van de geslachtscellen.
Er bestaat een grote variatie in het verdere verloop van de groei en ontwikkeling van de zygote, afhankelijk van het type levenscyclus van de groep. Bij veel groepen, zoals dieren en planten groeit de zygote uit tot een diploïde generatie. Bij andere groepen met zygotische cyclus kan de zygote zich meiotisch delen en voortplantingscellen vormen.
Geslachtelijke voortplanting heeft als voordeel dat een populatie zich vrij snel kan aanpassen aan zijn omgeving. Het speelt volgens de evolutietheorie een belangrijke rol in de evolutie: door natuurlijke selectie zullen organismen met slechte genetische informatie zich minder snel voortplanten.
Ongeslachtelijke voortplanting (aseksuele reproductie) is voortplanting, waarbij slechts één ouder betrokken is. Er vindt dus geen combinatie van DNA van twee ouder-individuen, en dus ook geen bevruchting plaats. Dit kan zijn doordat in speciale organen, de sporangia, door meiose (meio-)sporen worden gevormd, die kunnen uitgroeien tot een haploïde generatie. Een andere mogelijkheid is bij diploïde organismen de vegetatieve vermeerdering, waarbij geen meiose optreedt, maar alleen een mitotische celdelingen. De dochtercellen zijn dan genetisch gelijk zijn aan de moedercel, waaruit zij ontstaan zijn.
In het geval van zelfbevruchting of zelfbestuiving bij tweeslachtige organismen is er slechts een ouder betrokken bij de voortplanting.

## Dieren
De meest voorkomende vorm van geslachtelijke voortplanting bij dieren is die waarbij twee verschillende seksen bestaan in de soort en waarbij reproductie alleen kan plaatsvinden door een combinatie waarbij één individu van elke sekse betrokken is. Naast het overgaan van genetisch materiaal via de chromosomen gaat er ook nog genetisch materiaal over met de mitochondriën in het cytoplasma. Met een zaadcel wordt geen cytoplasma overgedragen.
Sommige groepen zoals slakken en regenwormen zijn hermafrodiet.
Geslachtelijke voortplanting hoeft niet altijd te betekenen dat een vrouwtje en een mannetje met elkaar in aanraking komen. Vissen laten hun zaadcellen (hom) en eicellen (kuit) los in het water, waarna de zaad- en eicellen elkaar bij toeval tegen kunnen komen.

## Planten
De geslachtelijke voortplanting bij de Embryophyta (of landplanten) verschilt nogal per groep. 
Bij mossen, levermossen, hauwmossen en varens is deze voortplanting veel eenvoudiger dan bij naaktzadigen (gymnospermen) en bij bedektzadigen (angiospermen). 
Bij bedektzadigen zijn de voortplantingsorganen gewoonlijk verzameld in bloemen. Er zijn soorten met kruisbevruchting en soorten met zelfbevruchting. Ook zijn er plantensoorten die zowel aan kruisbevruchting als aan zelfbevruchting doen. De levenscyclus bij zaadplanten loopt van zaad tot zaad.

## Bacteriën
Bij bacteriën komt geslachtelijke voortplanting niet voor, en kan genetische uitwisseling plaatsvinden door transductie, transformatie en conjugatie.